# Vékony cérna, köménymag
A Vékony cérna, köménymag magyar népdal, melynek számos szöveg- és dallamváltozata van. Az e szócikkbeli változat dallamát Vikár László gyűjtötte a Vas megyei Szalafőn 1955-ben.

## Kotta és dallam
A Vikár László gyűjtötte szöveg:
Ördög bújt a szomorú szívedbe,

mit válogatsz a szegin legénybe!

Te sem vagy ám a világ eleje,

egyen meg a válogatós fene!

Változatok:   1) 
  2) 
Kodály Zoltán az alábbi szöveggel gyűjtötte 1910-ben Gyergyószentmiklóson:
Bárcsak engem valaki, valaki

hordót fúrni hívna ki, hívna ki.

Kifúrnám a hordóját, hordóját,

meginnám a jó borát, jó borát.

## Felvételek
- Vékony cérna. YouTube (2013. március 22.)  (Hozzáférés: 2016. június 3.) (audió) ének
- Vékony cérna, köménymag. Balogh Attila András  YouTube (2015. március 3.)  (Hozzáférés: 2016. június 3.) (videó) ének zongorakísérettel
- Vékony cérna. Török Erzsébet, kísér: Bobe Gáspár Ernő és zenekara  YouTube (1963. május 30.)  (Hozzáférés: 2016. június 3.) (audió)